# Karl Ganahl
Karl Rudolf Ganahl (* 13. Mai 1860 in Feldkirch; † 15. Oktober 1927 ebenda) war ein österreichischer Politiker (GDVP) und Fabrikant. Er war von 1918 bis 1919 Abgeordneter zum Vorarlberger Landtag.

## Leben und Wirken
Ganahl wurde als Sohn des Fabrikanten Rudolf Romeo Ganahl (1833–1910) und dessen Gattin Maria Karolina Battlogg (1837–1923) geboren. Er heiratete am 5. Oktober 1894 in Feldkirch die in Dornbirn geborene Katharina Martina Herburger (1873–1948). Aus der Ehe gingen drei Kinder hervor, Rudolf (1895), Leonie (1897) und Hans (1901).
Er war Seniorchef der Firma Carl Ganahl u. Co. und engagierte sich als Mitglied der Deutschfreisinnigen Partei bzw. später der Großdeutschen Partei. Er wurde am 3. November 1918 Mitglied der provisorischen Vorarlberger Landesversammlung und gehörte dieser als Vertreter der Deutschfreisinnigen Partei bis zum 16. Juni 1919 der Landesversammlung an. Zudem war er während dieser Zeit für Franz Feierle Ersatzmitglied im Landesrat. Des Weiteren war Ganahl Vizepräsident des Landesvereins des Österreichischen Militär-Witwen- und Waisenfonds und Vizepräsident der Vorarlberger Handelskammer.